# Projecte de Clarmont
Projecte o Prejecte, anomenat saint Priest à Clarmont i al Lionès, saint Prix a l'Illa de França i a la Picardia, saint Projet al Cantal, o saint Préjet a l'Alt Loira i a l'Alier. En llatí es diu Projectus o Praejectus, i també és anomenat Prist. Va morir com a màrtir el 676. És un sant de l'Església catòlica romana, bisbe d'Alvèrnia, celebrat el 25 de gener. És el patró de Santa Maria de Palautordera.